# Plectranthias knappi
Plectranthias knappi är en fiskart som beskrevs av Randall, 1996. Plectranthias knappi ingår i släktet Plectranthias och familjen havsabborrfiskar. Inga underarter finns listade i Catalogue of Life.